# 德国地理

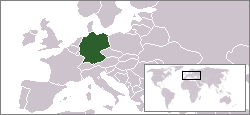
德国的地理位置

德国位于欧洲中部，东邻波兰和捷克，南面是奥地利和瑞士，西南与法国、比利时和卢森堡交界，西部是荷兰，北面与丹麦相连，是欧洲邻国最多的国家。德国国土面积在欧洲居第七位，总面积为357,021 km²，其中陆地面积349,223 km²，水域面积7,798 km²。
德国地形复杂多样，南起阿尔卑斯山，经北德平原向北延伸至北海和波罗的海。德国中部覆盖着广阔的森林高地，北部为低地，最低点诺伊恩多夫-萨克森班德低于海平面3.54 m。莱茵河、多瑙河、易北河等河流横穿德国。 德国人口数量欧洲第二，仅次于俄罗斯。

## 疆域
德国海岸线全长2,389公里，与邻国接壤3,621公里（顺时针方向由北起丹麦68公里，波兰456公里，捷克646公里，奥地利784公里，瑞士334公里，法国451公里，卢森堡138公里，比利时167公里，荷兰577公里）。

## 地形

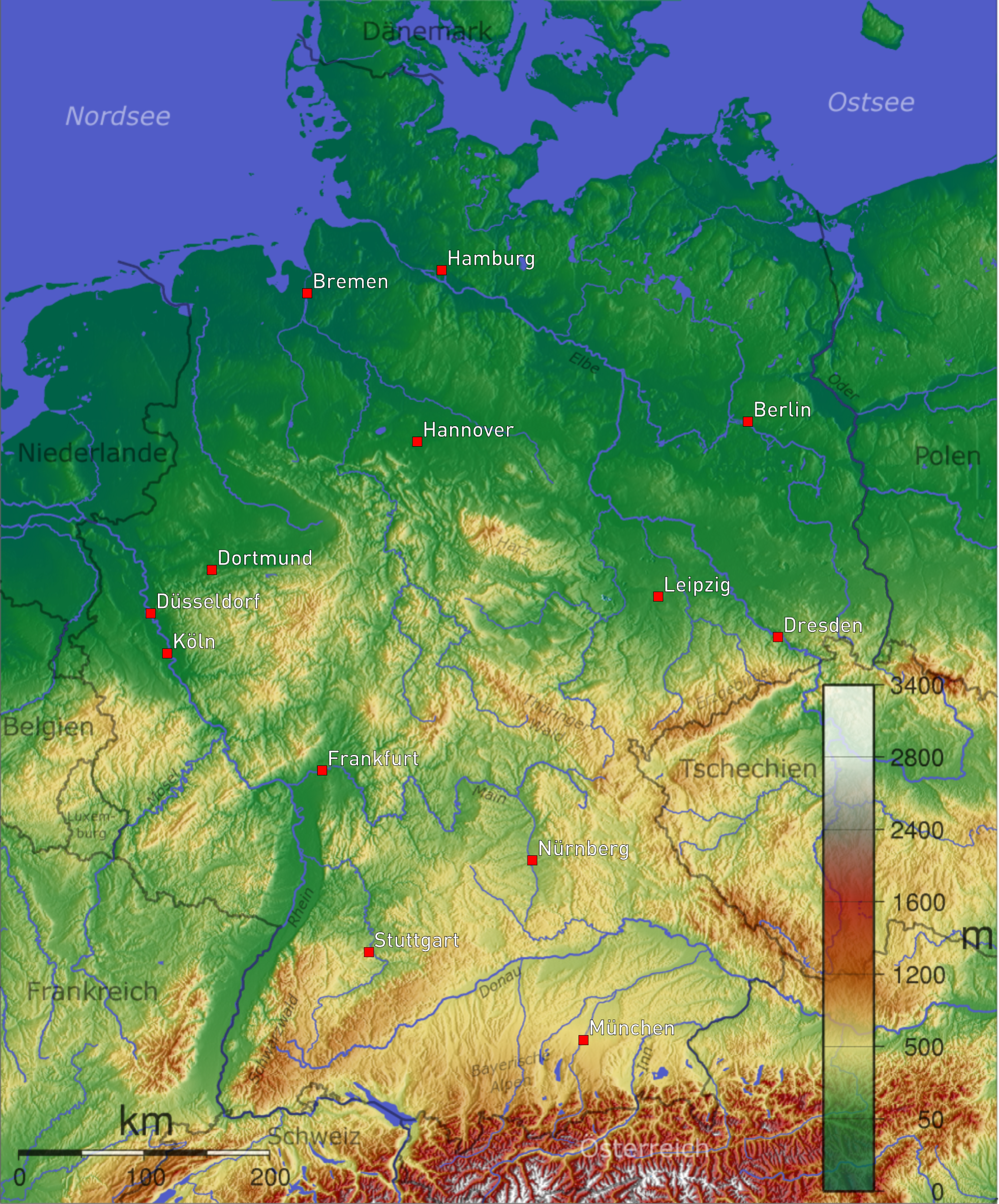
德国地形图

德国领土三分之一的北部位于波德平原，丰富的水资源由南向北贯穿其中，包括易北河，埃姆斯河，威悉河和奧得河。在与荷兰接壤的边境和靠弗里斯兰海岸周围有着湿地和沼泽般的地貌。东北部的梅克伦堡有最后一次冰河时期形成的冰川湖泊。向南延伸，德国中部覆盖着大大小小的山丘，有的是火山活动时形成的。莱茵河流经整个德国中部的西侧。中部的山地向东向北方向延伸到萨勒河并和捷克接壤的厄尔士山脉相连。山地区域包括艾费尔山、洪斯吕克山和莱茵河西面的普法尔茨林山、法兰克福北面的陶努斯山、弗格斯堡山脉、伦山和图林根林山（Thüringer Wald）。柏林南部，也就是德国的中部靠东的地区，其地形和北部相像，有着像施普雷林山（Spreewald）那样的沙化的土壤和湿地。德国南部地形由不同的直线性山丘和山脉所勾勒出来，比如施瓦本汝拉山和弗兰肯汝拉山（Fränkische Alb）这两个相邻的山脉，还有在巴伐利亚州和捷克边境的巴伐利亚林山（Bayerischer Wald）。南部边境的阿尔卑斯山是最高的山脉，但是比起瑞士和奥地利来只有相对很少的部分在德国境内。西南部德法边境黑林山的东麓将莱茵河从多瑙河的上游分离出来。

## 气候

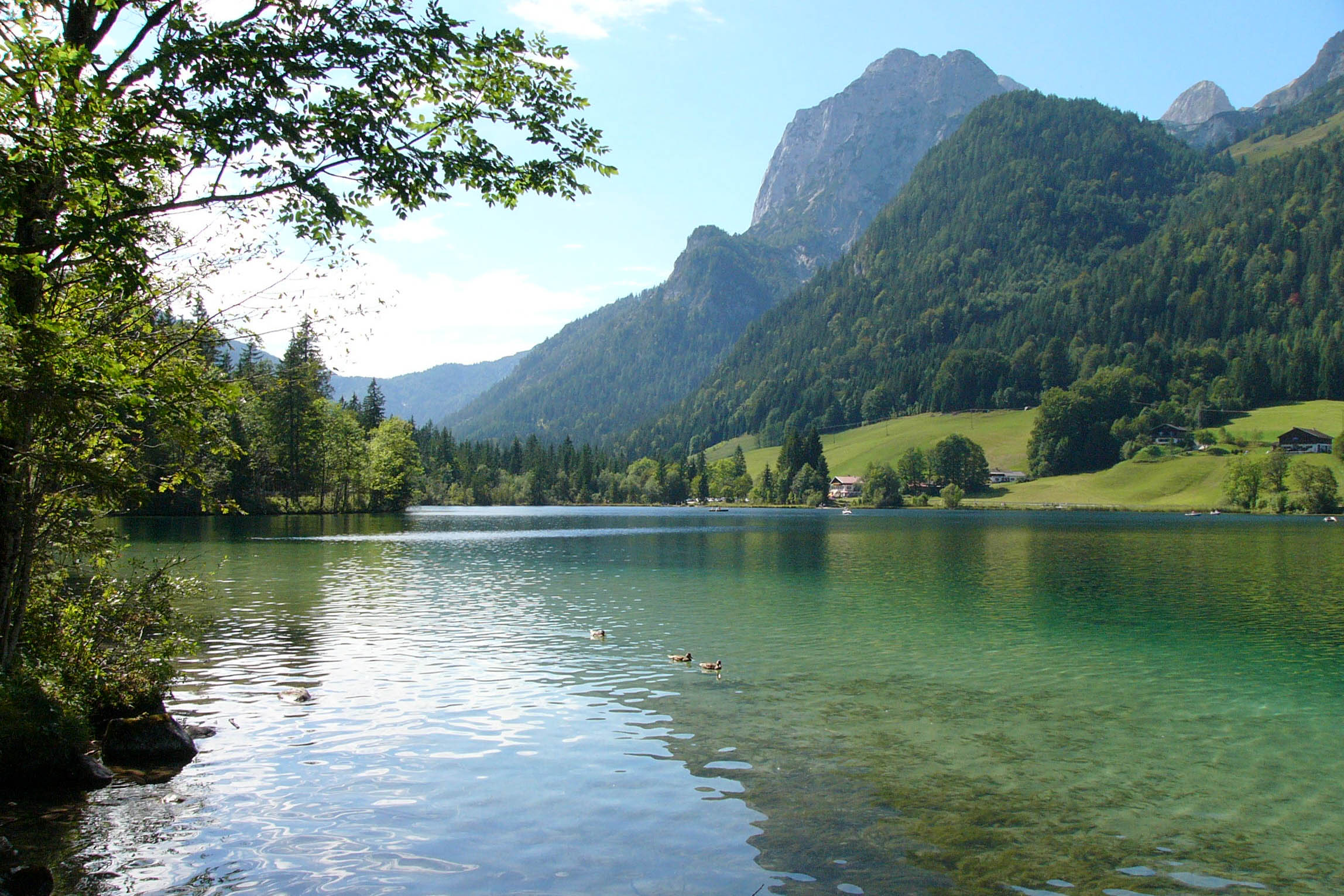
巴伐利亚阿尔卑斯山的景色

德国属温带海洋性气候，凉爽多云湿润的冬季和夏季，及南部偶尔刮起的温暖焚风。由于受到湿润的西风控制，德国的大部分地区属于凉爽的温带气候。其西北部和北部受海洋性气候影响极大而终年降雨，那里的冬季相对温和且夏季比较凉爽。东部地区属于大陆性气候，冬季漫长而且寒冷，夏季则很热，经常是长时间的干燥。中部和南部则是同时受这两种气候的控制，冬季温和且夏季趋于凉爽，但有时由于热风最高气温也可以连续多天超过30 °C。
|                 | 年    | 3-5月 | 6-8月 | 9-11月 | 12-2月 | 1月  | 2月  | 3月  | 4月  | 5月  | 6月  | 7月  | 8月  | 9月  | 10月 | 11月 | 12月 |
| --------------- | ----- | ----- | ----- | ------ | ------ | ---- | ---- | ---- | ---- | ---- | ---- | ---- | ---- | ---- | ---- | ---- | ---- |
| 平均温度(°C)    | 8.4   | 7.8   | 16.5  | 9.1    | 0.9    | −0.5 | 0.5  | 3.7  | 7.6  | 12.2 | 15.5 | 17.1 | 16.9 | 13.8 | 9.4  | 4.2  | 0.9  |
| 最低温度(°C)    | 4.6   | 3.4   | 11.6  | 5.5    | −2.4   | −3.0 | −2.5 | 0.0  | 3.0  | 7.3  | 10.6 | 12.3 | 12.0 | 9.3  | 5.7  | 1.6  | −1.5 |
| 最高温度 (°C)   | 12.4  | 12.3  | 21.4  | 12.8   | 2.9    | 2.0  | 3.4  | 7.5  | 12.1 | 17.2 | 20.4 | 22.0 | 21.9 | 18.4 | 13.1 | 6.9  | 3.2  |
| 温差 (°C)       | 7.8   | 8.8   | 9.8   | 7.3    | 5.2    | 5.0  | 5.9  | 7.4  | 9.1  | 9.9  | 9.8  | 9.7  | 9.8  | 9.0  | 7.5  | 5.3  | 4.7  |
| 结霜天数        | 103.9 | 27.5  | 0.7   | 16.9   | 58.7   | 21.0 | 19.3 | 16.4 | 9.0  | 2.2  | 0.3  | 0.2  | 0.2  | 0.8  | 4.5  | 11.6 | 18.4 |
| 下雨天数        | 178.2 | 44.0  | 44.3  | 43.0   | 46.8   | 16.6 | 13.4 | 14.9 | 14.3 | 14.9 | 15.1 | 14.8 | 14.4 | 13.6 | 13.5 | 15.9 | 16.8 |
| 降水量 (mm)     | 700   | 163   | 221   | 166    | 150    | 51   | 40   | 48   | 51   | 65   | 77   | 72   | 71   | 57   | 50   | 58   | 59   |
| 气压 (hPa−1000) | 9.3   | 8.1   | 13.7  | 9.9    | 5.7    | 5.5  | 5.5  | 6.4  | 7.6  | 10.2 | 12.9 | 14.2 | 14.2 | 12.4 | 9.9  | 7.3  | 6.0  |
| 多云天气 (%)    | 72.0  | 69.3  | 63.0  | 73.8   | 81.9   | 83.5 | 78.0 | 74.8 | 69.3 | 63.8 | 64.8 | 63.5 | 60.6 | 66.9 | 72.9 | 81.5 | 84.3 |

## 水文

### 河流
德国的三条主要河流是：

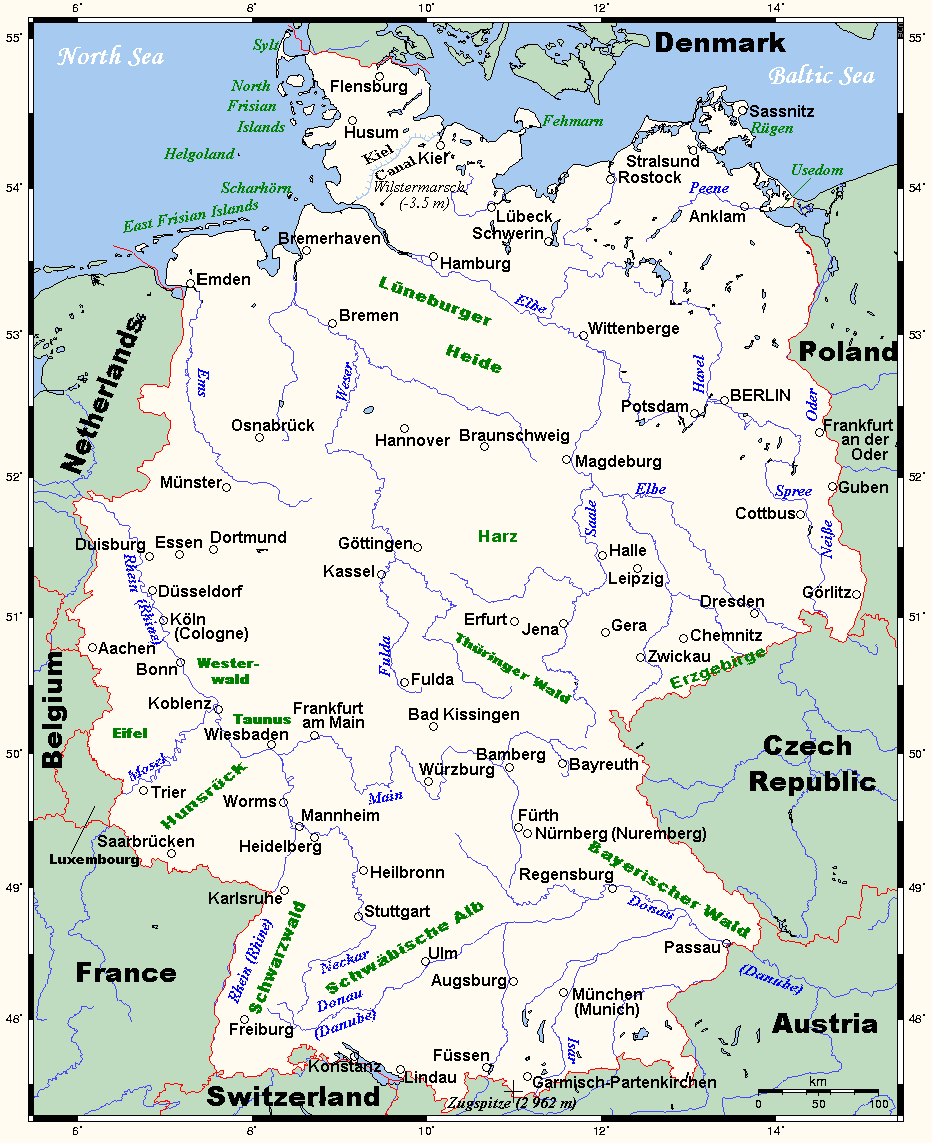
德国主要河流

- 莱茵河：在德国境内总长865 公里，主要支流包括内卡河、美因河和摩泽尔河。
- 易北河：在德国境内总长727 公里，最终流入北海。
- 多瑙河：在德国境内总长687 公里。

其他的主要河流包括东南的伊萨尔河、中部的美因河、西南的内卡河和北部的威悉河。

### 海洋
- 大陆棚：可开发深度200 米。
- 专属经济区：200 海里。
- 领海：12 海里。

## 自然资源

### 矿产资源
- 铁矿、煤矿、钾盐、木材、褐煤、铀矿、铜矿、天然气、盐矿、镍矿、耕地和水能

### 土地资源
德国土地总面积357,021平方公里，其中包括4,750 km²水田和7,798 km²水资源，最大的湖泊分别是博登湖（总面积536 km²）、米里茨湖（117 km²）和基姆湖（80 km²）。德国的土地主要由耕地（33%）或森林（31%）所覆盖，只有15%的面积为永久牧场。

## 环境
当前问题
- 来自燃烧煤和工业排放所造成的空气污染；二氧化碳，二氧化硫所造成的酸雨严重损害了森林；原污水排放所造成波罗的海和工业污水排放所造成东部德国河流的污染；危险垃圾的处理；德政府声明有意终止核电站；为履行对欧盟的承诺，德政府同时在进行确认自然保护区的工作以符合欧盟对动植物生活环境的标准。

自然灾害
- 暴雨后造成的河流泛滥，比如著名的2002年欧洲洪水泛滥，或者风暴潮，比如1962年的北海洪水，还有史上1634年和1362年的大洪水改变了现在石勒苏益格-荷尔斯泰因州西海岸的海岸线。